# Милан Обренович (воевода)
Милан Обренович (серб. Милан Обреновић; 1767/1780, Брусница — 16 декабря 1810, Бухарест) — сербский государственный и военный деятель, воевода рудницкий. Участник Первого сербского восстания и сводный брат по матери князя Милоша Обреновича.

## Биография

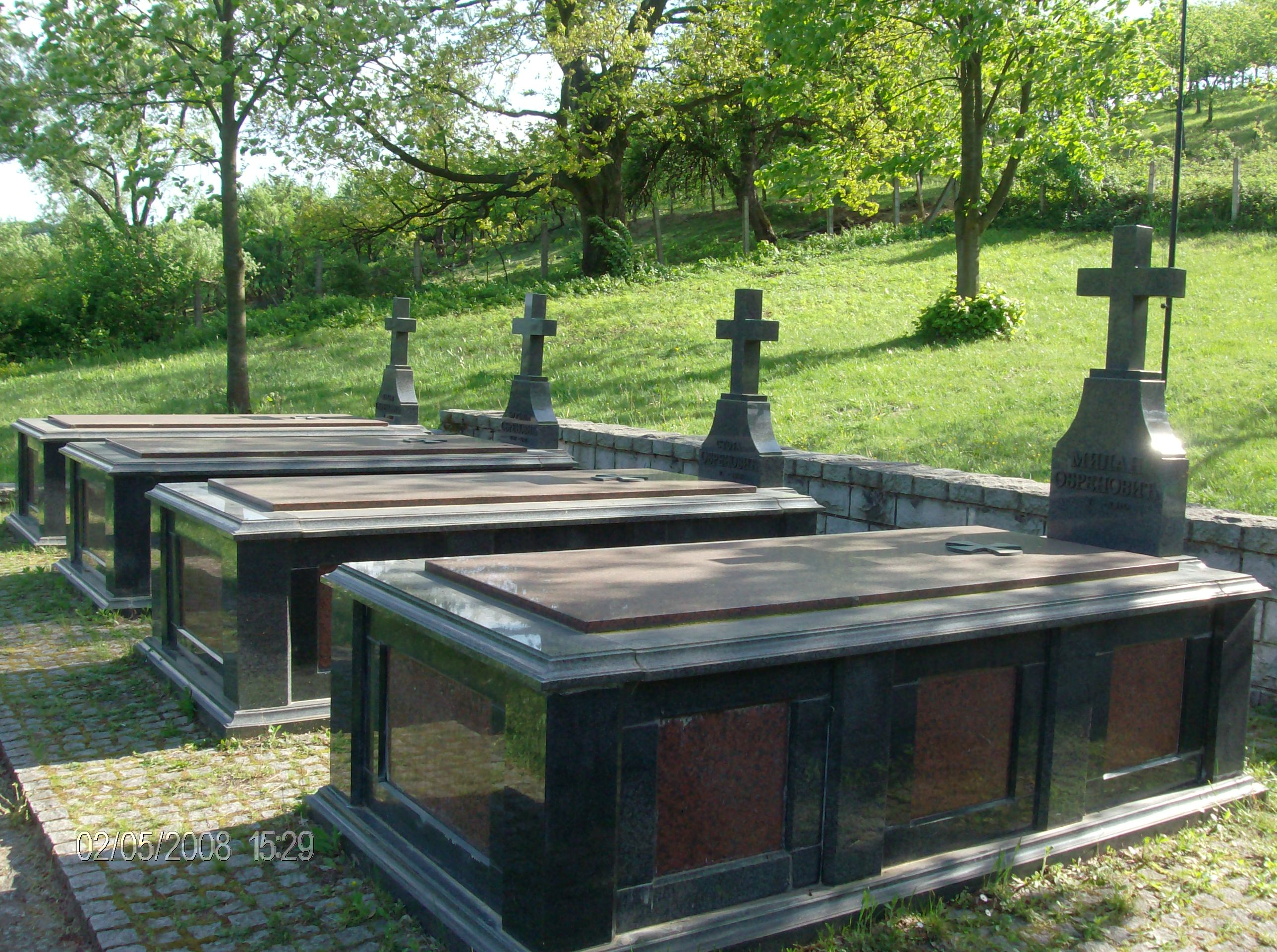
Могилы Обреновичей в Бруснице

Милан Обренович родился в Бруснице. Второй сын Обрена Мартиновича и Вишни Урошевич (ум. 1817) из Нижней Трепчи. У Милана был старший брат Яков (1767—1817) и младшая сестра Стана. После смерти Обрена Вишня вторично вышла замуж за крестьянина Теодора (Тешко) Михайловича из села Горня-Добриня. Во втором браке у Вишни было трое сыновей: Милош (род. 1780), Йован (род. 1787) и Ефрем (род. 1790). Милош Обренович стал первым верховным князем Сербии. До Первого сербского восстания Яков и Милан Обреновичи занимались торговлей скотом, этой деятельностью также занимался их сводный брат Милош.
В мае 1804 году Милан Обренович участвовал в Остружницкой скупштине. Отличился в Первом сербском восстании, получил от Карагеоргия титул воеводы и власть над рудницкой нахией (районом). После победы повстанцев у Сеницы и Суводола весной 1809 года воеводы Милан Обренович и Рака Леваяц с войском из 3500 сербов выступили через Колашин к черногорской границе, на племя васоевичей .
Писцом Милана Обреновича был Лазарь Войнович, позднее профессор Великой школы. В 1809 году Милан Обренович отправился в Бухарест, где скончался 16 декабря 1810 года. Есть предположение, что Милан Обренович был отравлен Лазарем Войновичем по распоряжению главного сербского вождя Карагеоргия. Об этом заявлял сербский лингвист Вук Караджич в своём разделе «Исторические труды». В то же время сербский историк Лазарь Арсеньевич Баталака опровергал это . Милан Обренович с 1809 года был сербским депутатом к российскому посланнику в Валахии. Его главной задачей было собрать добровольцев для помощи повстанцам в Сербии. В Валахии Милан Обренович набрал около 4—5 тысяч человек, в основном, казаков. Добровольцы вместе с сербами освободили от турок города Пореч, Брза-Паланка и др. Генерал от инфантерии, князь Пётр Иванович Багратион, главнокомандующий российской армией в Молдавии, Валахии и Бессарабии, сообщил о деятельность Милана Обреновича императору Александру I, который своим указом от 21 декабря 1809 года наградил его саблей. Генерал от инфантерии граф Николай Михайлович Каменский, командующий российской армии в Молдавии, также сообщал о Милане Обреновиче императору Александру, который своим указом от 4 апреля 1810 года наградил его серебряной медалью с изображением императора.
Ранее считалось, что только после смерти воеводы Милана Обреновича в декабре 1810 года, его младший сводный брат Милош Теодорович изменил свою фамилию на Обренович. Однако, по документам, обнаруженным в Архиве Сербии, Милош уже в 1808 году подписывался как Обренович . В 1810 году после смерти Милана Милош Обренович взял на себя управление рудницкой нахией.
Воевода Милан Обренович был похоронен под Бухарестом, откуда в 1995 году его останки были перевезены в Сербию и перезахоронены в Бруснице.
Милан Обренович был женат на Стое, от брака с которой у него был единственный сын Христофор-Риста. Последний закончил Военную академию в Санкт-Петербурге в 1822 году. Офицер царской армии Христофор Обренович скончался 30 июня 1825 года в России, не оставив потомства.
В 1859 году честь воеводы Милана Обреновича указом князя Милоша Обреновича город Деспотовац был переименован в Горни-Милановац. Нижний Милановац был назван в честь князя Милана Обреновича, старшего и рано умершего сына князя Милоша Обреновича.